# Réserve naturelle de Vendelholmène
La réserve naturelle de Vendelholmene  est une réserve naturelle norvégienne  qui est située dans la municipalité de Asker dans le comté d'Akershus.

## Description
La réserve naturelle est située sur la pointe nord-ouest de l'île de Brønnøya. La zone des trois îlots a une superficie de 0,055 km2. 
Le but de la réserve naturelle est de préserver une zone naturelle presque intacte sous la forme d'une petite communauté insulaire avec des marais de plage distinctifs et des communautés spéciales de prés salés, la communauté végétale menacée des marais salants avec plusieurs espèces inscrites sur la liste rouge, avec des habitats pour la flore des prés salés ainsi que des communautés de terres sèches calcaires riches en espèces. Au total, 106 plantes vasculaires ont été recensées sur les trois îlots. Les rives quelque peu marécageuses offrent de bonnes conditions de croissance pour la flore des prés salés et l'espèce rare de limonium est présente en grand nombre. 
Références 

## Galerie

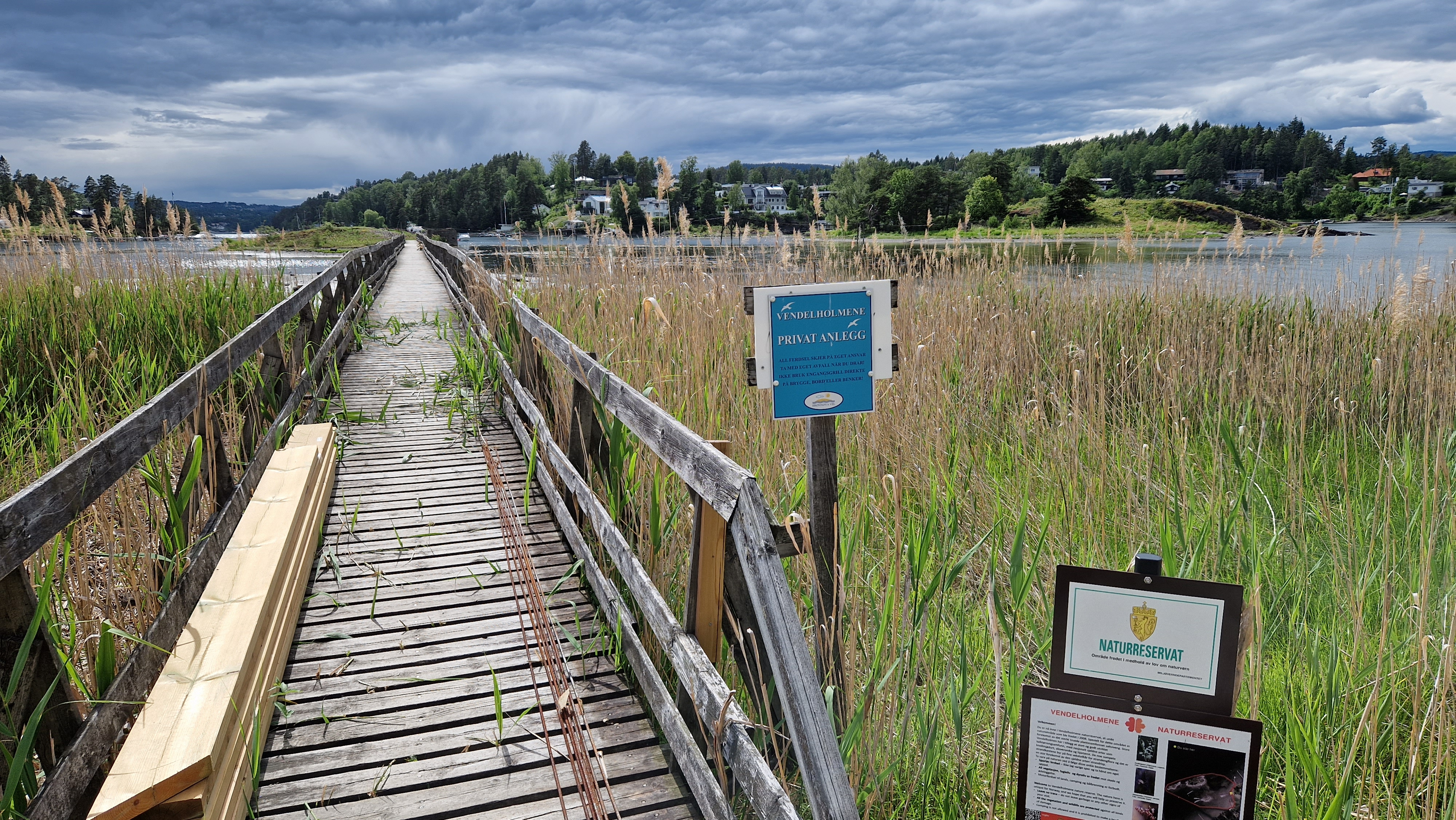
Îlot de Vendelholmene
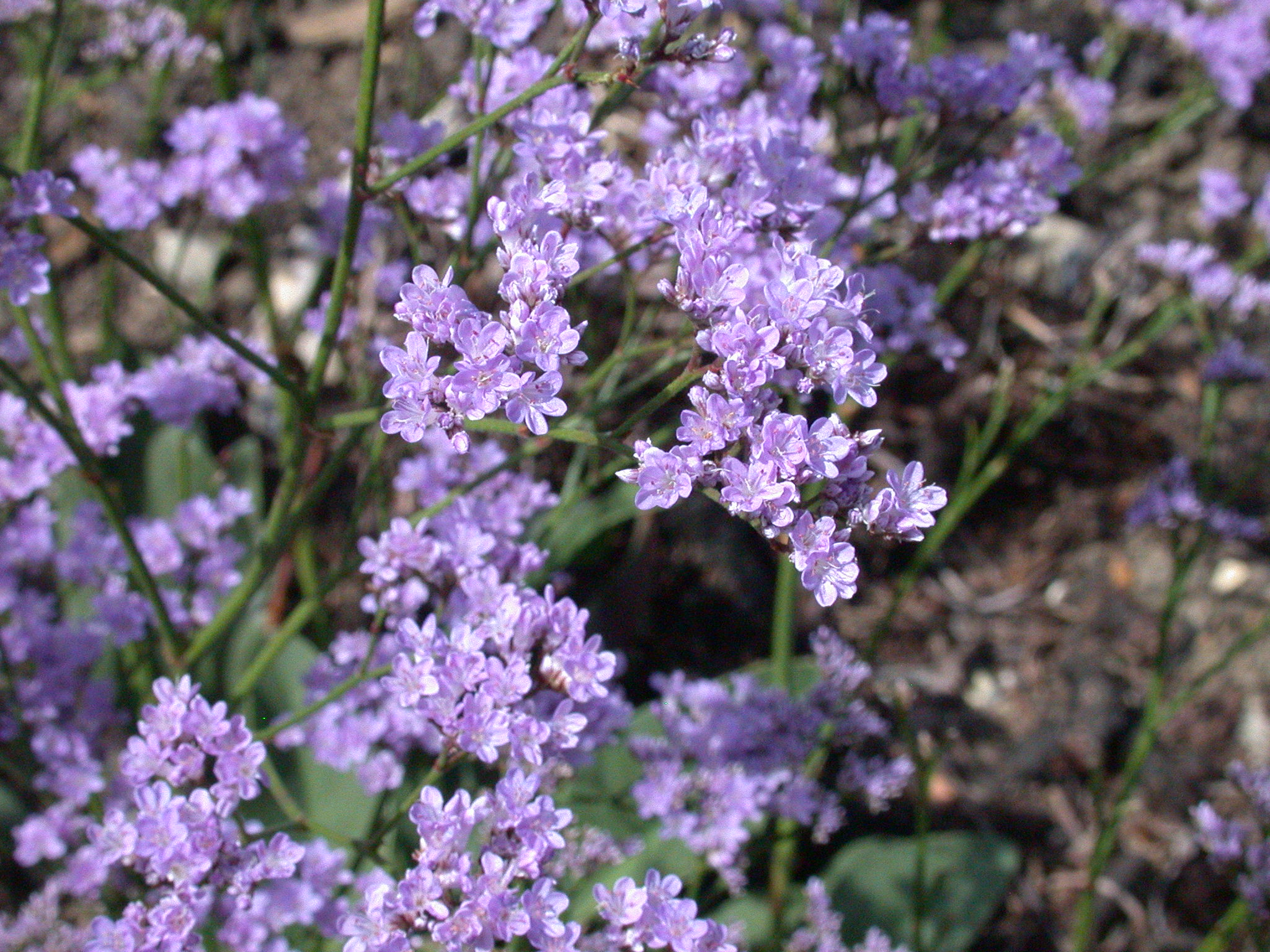
Limonium